# Radomsko
Radomsko är en stad i centrala Polen med 51 330 invånare (2004).
Ishockeyspelaren Mariusz Czerkawski kommer från Radomsko.